# 王埴
王埴（？—？），陝西榆林人，清朝政治人物、監生出身。
康熙年間，監生出身。康熙二十八年，擔任山西介休縣知縣。康熙四十三年，升任河南光州知州。